# Gilbert Geis
Gilbert Geis (* 10. Januar 1925 in New York City; † 10. November 2012) war ein  US-amerikanischer Soziologe und Kriminologe, der an der University of California, Irvine forschte und lehrte. 1976 amtierte er als Präsident der American Society of Criminology (ASC). Schwerpunkt seiner Forschungen war Wirtschaftskriminalität.
Geis war im Zweiten Weltkrieg Funker bei der US Navy und studierte danach im Rahmen der G. I. Bill. Er machte den Bachelor-Abschluss an der Colgate University in New York, das Master-Examen an der Brigham Young University in Utah und wurde an der University of Wisconsin-Madison zum Ph.D. promoviert. Danach folgten Lehrtätigkeiten an der University of Oklahoma und der California State University, Los Angeles. 1971 wechselte er an die University of California, Irvine.

## Schriften (Auswahl)
- White-collar and corporate crime. Oxford University Press, New York 2016, ISBN 9780190219284.
- White-collar and corporate crime. A documentary and reference guide. Greenwood, Santa Barbara 2011, ISBN 9780313380549.